# 森政弘
森政弘（日语：／ Mori Masahiro，1927年2月12日—2025年1月12日）是一名日本机器人学家。他对人类对非人类物件的感情反应做出了首创工作。他对宗教与机器人之间的关系也有贡献。

## 生平
1970年，森政弘在《能源》杂志中发表了一篇题为《恐怖谷》的文章。这篇文章假设机器人会越来越像人，假如它们与人类的相似程度达到一定的程度的话它们外形上的微小的不完善会在人类的心理中引起不安。
1974年，森政弘发表了《機器人中的佛》，在这本书中他讨论了机器人的哲学意义。他写道：“我相信机器人有佛性，他们有成为佛的潜力。”
1978年，森政弘在东京工业大学工作时通过实验发现人类可以对看上去机器似的机器人产生好感，但假如同样的机器人看上去几乎像人时人类这个好感会变成厌恶。他将这个现象称为恐怖谷理论。森政弘因此相信机器人生产商不应该尝试让他们的产品在外表和行动上过分像人。
1988年，森政弘创立了日本第一个国家级的机器人制造竞赛，由此极大地推动了此后的机器人竞赛。
森政弘在东京建立了一个促进他对宗教与机器人的关系的研究的研究所并任该研究所总裁。这个研究所也为工业自动化和机器人的使用提供咨询。（页面存档备份，存于）